# くなしり型巡視船
くなしり型巡視船（英語: Kunashiri-class patrol vessel）は、海上保安庁が運用していた巡視船の船級。分類上はPM型、公称船型は改3-350トン型。

## 来歴
海上保安庁では、270トン型PSの動揺が問題となっていたことから、昭和28年度計画で350トン型（とかち型）を建造したのち、動揺性能の改善を図った改350トン型として、昭和29年度計画で「てしお」、昭和30年度計画ではやはぎ型を建造した。このやはぎ型で相当な動揺軽減が認められたことから、昭和35年度計画までに5隻を建造したのち、同年度計画より高速化を図った改2-350トン型（まつうら型）の建造に移行した。
改2-350トン型は朝鮮海域での特別哨戒を念頭において設計されたことから、船体は耐氷構造とされていなかった。このことから、北方・南方哨戒活動への投入を想定した発展型として、昭和43年度計画より建造に着手したのが本型である。従来の350トン型は小型巡視船（PS）として区分されてきたが、改良を重ねた結果、本型では450トン型に匹敵するまで大型化したことから、1968年11月に区分基準が変更され、本型を含めた350トン型巡視船は、一括して中型巡視船（PM）に区分変更された。なお本型は、海保創設直後の昭和24年度計画で建造された450トン型PM（あわじ型）の後継としても充当されている。

## 設計
上記の経緯より、本型は、昭和41年度計画で建造された改2-350トン型の最終船「からつ」をベースとして、北方配備を想定した措置を施すとともに、全体的に発展させたものとなっている。
船型は改350トン型以来の、ブルワークを備えた平甲板型が踏襲されているが、凌波性向上のため、ブルワークを延長するとともにシアも強くしている。また着氷時の復原性を確保するため船体の幅を広げ、関連して深さも大きくした。また本型より、科学消火設備を搭載するために機関室を長くしたほか、居住性改善の要請もあって、全長も延長した。なお氷海航行に備えて、船体構造や各種艤装、プロペラなどに補強が施されている。
主機関も、「からつ」と同じ新潟6MA31Xまたは富士6MD32Hディーゼルエンジン（単機出力1,300馬力）とされていたが、昭和47年度計画船では、単機出力1,500馬力に強化された新潟6M31EXまたは富士6SD32Hに変更された。推進器は可変ピッチ・プロペラとされている。
兵装としては、従来と同様に20mm単装機銃を搭載しており、また一部の船では後に12.7mm単装機銃に換装した。なおレーダーは2基搭載しており、機種はJMA 1576またはJMA 1596であった。

## 同型船一覧
| 計画年度   | #     | 船名     | 建造所   | 竣工           | 解役          |
| ---------- | ----- | -------- | -------- | -------------- | ------------- |
| 昭和43年度 | PM-65 | くなしり | 舞鶴重工 | 1969年3月28日  | 1998年7月31日 |
| 昭和44年度 | PM-66 | みなべ   | 舞鶴重工 | 1970年3月28日  | 1998年7月31日 |
| 昭和45年度 | PM-67 | さろべつ | 舞鶴重工 | 1971年3月30日  | 2001年1月24日 |
| 昭和46年度 | PM-68 | かみしま | 臼杵鉄工 | 1972年1月31日  | 2003年2月17日 |
| 昭和47年度 | PM-70 | みやけ   | 東北造船 | 1973年1月25日  | 2002年2月24日 |
| 昭和47年度 | PM-71 | あわじ   | 臼杵鉄工 | 1973年1月25日  | 2001年2月22日 |
| 昭和47年度 | PM-72 | やえやま | 臼杵鉄工 | 1972年12月25日 | 2003年2月17日 |